# Округ Ропчице
Округ Ропчице (нем. Bezirk Ropczyce, Ропчицкий уезд, пол. Powiat ropczycki) — административная единица коронной земли Королевства Галиции и Лодомерии в составе Австро-Венгрии, существовавшая в 1867—1918 годах. Административный центр — Ропчице (ныне Польша).
Площадь округа в 1879 году составляла 9,85  квадратных миль (566,77 км2), а население 67 750 человек. Округ насчитывал 91 населённых пунктов, организованные в 85 кадастровых муниципалитета. На территории округа действовало 2 районных суда — в Ропцице и Дембице.
После Первой мировой войны округ вместе со всей Галицией отошёл к Польше.